# Råneå
Råneå – miejscowość (tätort) w Szwecji, w regionie administracyjnym (län) Norrbotten, w gminie Luleå.
Według danych Szwedzkiego Urzędu Statystycznego liczba ludności wyniosła: 1966 (31 grudnia 2015), 2028 (31 grudnia 2018) i 2018 (31 grudnia 2019).